# American Archivist
La American Archivist es una revista académica bianual revisada por pares y la publicación oficial de la Sociedad de Archivistas Estadounidenses. Cubre los desarrollos teóricos y prácticos en la ciencia de archivos, particularmente en América del Norte. La revista contiene ensayos, estudios de casos, perspectivas y reseñas de libros y recursos web recientes. Los contenidos están disposición del público de forma gratuita, excepto los seis números más recientes, que sólo son visibles para suscriptores y miembros de la sociedad. Los suplementos en línea se publican de forma irregular y sin restricciones de acceso. Los autores conservan los derechos de autor de su trabajo y otorgan licencia de publicación a la revista; el contenido tiene una licencia Creative Commons Attribution Non-Commercial 3.0 de Estados Unidos, salvo que se indique lo contrario.

## Historia
The American Archivest se publicó por primera vez en enero de 1938. Tuvo una periodicidad trimestral hasta 1998, cuando pasó a tener un ritmo bianual. En 2011, la revista publicó su primer suplemento en línea, que incluía contenido de la 75ª conferencia anual de la Sociedad de Archivistas Estadounidenses. La SAA comenzó a publicar con Allen Press en 2015.

## Editores
Las siguientes personas han sido editores en jefe de la revista: 
- Theodore Calvin Pease, 1938–1946
- Margaret Cross Norton, 1946–1949
- Karl L. Trever, 1949–1956
- G. Philip Bauer, 1957–1959
- Ken Munden, 1960–1968
- Harold T. Pinkett, 1968–1971
- Edward Weldon, 1972–1975
- C.F.W. Coker, 1975–1978
- Virginia C. Purdy, 1978–1981
- Frank H. Mackaman, 1982
- Eva S. Moseley, 1982
- Harold P. Anderson, 1982
- J.R.K. Kantor, 1982
- Mary Elizabeth Ruwell, 1983
- Charles R. Schultz, 1983–1985
- Julia Marks Young, 1986–1988
- David Klaassen, 1989–1991
- Richard J. Cox, 1991–1995
- Philip B. Eppard, 1996–2005
- Mary Jo Pugh, 2006–2011
- Gregory S. Hunter, 2012–2018
- Christopher A. Lee, 2018–2020
- Amy Cooper Cary, 2021–present